# Melzo
Melzo est une commune italienne d'environ 18 500 habitants située dans la ville métropolitaine de Milan, en Lombardie.

## Histoire
Longtemps, l'origine de Melzo a été attribuée aux Étrusques, comme écrivait aussi Pline l'Ancien. Actuellement, l'origine semblerait plutôt germanique, mais cela n'a pas été entièrement prouvé.
Au XIIIe siècle, un différend qui opposait les deux familles milanaises Visconti et Torriani atteste l'existence de Melzo.

## Économie
- À Melzo, on produit le réputé Gorgonzola G.I.M., appelé ainsi en raison de l'entreprise Invernizzi qui le produit : Gorgonzola Invernizzi Melzo.

- The Black Douglas Motorcycle Co., fabricant de moto.

## Monuments
- L'église des saints Alexandre et Marguerite, XIIIe siècle ;
- Le Palais des Trivulzio ;
- L'Hopital des Étoiles, anciennement Couvent des Carmelitains ;

## Administration
| Période                                  | Période  | Identité        | Étiquette     | Qualité |
| ---------------------------------------- | -------- | --------------- | ------------- | ------- |
| 21 juin 2009                             | En cours | Vittorio Perego | Liste Civique |         |
| Les données manquantes sont à compléter. |          |                 |               |         |

### Communes limitrophes
Gorgonzola, Pozzuolo Martesana, Cassina de' Pecchi, Vignate, Truccazzano, Liscate.

## Jumelages
- Vilafranca del Penedès (Espagne)